# Álvaro Riveros Abella
Álvaro Riveros Abella (Colombia) es un militar colombiano. General en retiro del Ejército Nacional de Colombia, conocido por liderar la Operación Anorí contra el Ejército de Liberación Nacional (ELN) en 1973.

## Biografía
Fue Coronel y Comandante de la IV Brigada y Coronel de Caballería, participando en la denominada Operación Anorí, desarrollada en Antioquia en 1973, contra El ELN. Por esta acción militar fue felicitado por el presidente Misael Pastrana Borrero. Se denunciaron violaciones a los Derechos Humanos bajo su mando.